# Amorphophallus hetterscheidii
Amorphophallus hetterscheidii är en kallaväxtart som beskrevs av Stephan Ittenbach och Wolfram Lobin. Amorphophallus hetterscheidii ingår i släktet Amorphophallus och familjen kallaväxter. Inga underarter finns listade.